# Finto bugnato
Il finto bugnato è un tipo di rivestimento murario che imita il bugnato vero e proprio, ma, a differenza di quest'ultimo, che si compone di pietre (più o meno regolari, di varie dimensioni) sporgenti dal muro di un edificio, il falso bugnato è creato grazie all'utilizzo di appositi stampi all'interno dei quali viene gettato un materiale simile al cemento applicato poi alle pareti (solitamente esterne) degli edifici. È dunque un rivestimento meno costoso del bugnato e anche di più rapida applicazione, e per questi motivi, dopo il Rinascimento (periodo nel quale il bugnato ha avuto ampio utilizzo) venne usato al posto del bugnato stesso.